# Cikote (Loznica)
Cikote (Servisch cyrillisch Цикоте) is een plaats in de Servische gemeente Loznica. De plaats telt 1173 inwoners (2002).